# 101 South
101 South ist eine US-amerikanische Rock-, Pop- und Country-Rock-Band.

## Bandgeschichte
Im Jahre 1999 gründete der ehemalige Keyboarder und Sänger der Bands Liverpool Express, Fortune und Harlan Cage, Roger Scott Craig, in Malibu (Kalifornien) eine neue Band unter dem Namen 101 South.
Die weiteren Mitglieder waren allesamt bekannte Studiomusiker in der Szene von Los Angeles: Sänger Gregory Lynn Hall, Gitarrist Mike Turner, Bassist Chris Julian und Schlagzeuger Hans Geiger.

## Diskografie

### Studio-Alben
- 2000 101 South
- 2002 Roll of the Dice
- 2009 No U-Turn

## Video
- 2009 When You’re in Love